# ダッバーワーラー
ダッバーワーラー（ヒンディー語・：डब्बावाला、英語：dabbawala）は、インド西部の大都市ムンバイにおいて、家庭で調理した弁当を個別に集め、オフィスワーカーの勤務先へ届ける弁当配達ビジネスに携わる人々のことである。

## 概要
ダッバーワーラーの最大の特徴は、それが高度に組織化されたビジネスとなっていることである。ムンバイでのビジネスは100年以上の歴史を持ち、現在のインドを語る上で欠かせないものとなっている。
英領植民地時代、イギリス企業で働いていたインド人の多くは、自分たちの勤務先で給されるイギリス式の食事に嫌気が差していた。単に食味が嗜好に合わないというだけでなく、ヒンドゥー教やイスラーム教の禁忌に触れるという問題もあった。またインド特有のカースト制の問題もあり、下位のカースト出身者が作った食事を食べることにも抵抗があったため、インド人向けにインド料理を供することも難しかった。
そのため、自宅で家族が調理した昼食を勤務先へ届けるというビジネスが始まった。現在でもダッバーワーラーの主な顧客は、ムンバイなど大都市で働くインド人のビジネスマンである。また、伝統的にインド料理では金属製の食器が用いられるため、弁当箱（ダッバー）も金属製で軽量で持ち運びが容易であるため、ひとりで大量の弁当を運ぶ事が可能になっており、これにより現代まで、低料金での配達ビジネスを成立させている。
伝統的なダッバーワーラーは配達のみを行うが、最近ではカースト制による差別も次第に緩んできたことから、中身の調理まで請け負う本当の意味での「弁当屋」も出現している。

## 語源

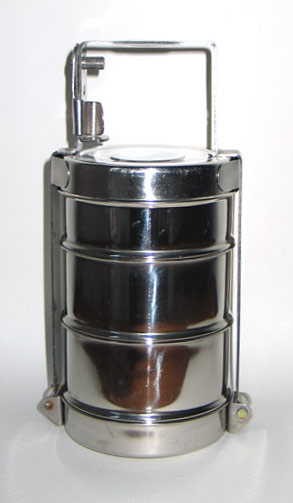
標準的なステンレス製で3段重ねの「ダッバー」

ダッバー（ヒンディー語：डब्बा）とは「箱、容器」を意味する言葉である。同じくワーラー（ヒンディー語：वाला）は、様々な名詞・形容詞などと結びついて「～する人、～と関係した職業の人」といった名詞を作り出す語であり、字面としては「弁当箱の運び屋」といった意味である。
またインドでは「ティファン」（英語：Tiffin）という言葉が「軽い昼食」を指して使われることも多く、転じて昼食を運ぶための箱を意味する場合もある。そのため、ダッバーワーラーはティファンワーラーとも呼ばれる。

## 経済的分析
毎日175,000個以上の弁当箱が利用客の自宅とオフィスの間を行き来し、それを同じく毎日4,500～5,000人のダッバーワーラーたちが低料金で、ほぼ確実にランチタイムに間に合わせて配達している。最近の調査によれば、配達間違いは600万個にわずかひとつの割合でしか起きていない。
このビジネスはイギリスBBC のドキュメンタリー番組でも取り上げられ、さらにイギリスのチャールズ3世（当時皇太子）がインド訪問中にダッバーワーラーを見学するなど、旧宗主国であるイギリスからの注目度も高い。
このように、海外から注目されたこともあって、ダッバーワーラーの経営者がインドのビジネススクールなどにゲスト講師として招かれるなど、インド国内はもとより、西洋近代的なハイテクによらない人的ネットワークによる配達ビジネスの成功に、欧米諸国からも注目が集まっている。

## ローテクと傾向

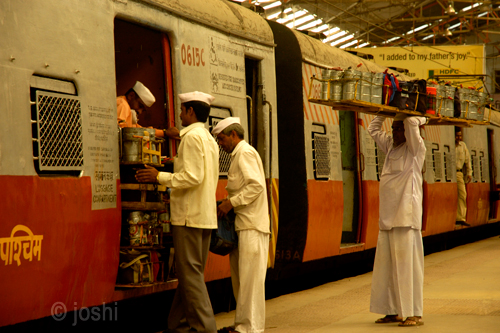
列車に弁当箱を乗せているダッバーワーラー

各家庭から集められた弁当箱は、配達先が近辺であればそのまま個別配送されるが、遠方の場合には一度都市単位に集めてから鉄道に乗せ、最寄り駅から配送担当者に渡すという方式をとっている。
ダッバーワーラーたちの弁当配達ビジネスは、現在も基本的にほとんどの工程が人の手による作業でまかなわれているが、その一方で近代的なコンピュータによる情報技術も導入し始めている。現在は携帯電話からのメール（SMS）を利用した配達予約サービスも行っており、また同様に時代の流れに合わせてウェブサイトからの配達予約も受け付け始めた。そのサイト上でアンケートを行うなど、利用者からのフィードバックも行っている。
この配達システムが上手く機能しているのは、各工程におけるチームワークの良さと厳密な配達時間の管理、ムンバイに特徴的なモンスーンに見舞われた時でさえ中止することなく配達が行われる信頼性によるものである。また、配達サービスの緊密な網の目を構成する配達員には、ほとんど読み書きもできない者が非常に多く携わっているため、文書による情報のやり取りではなく、個々の弁当箱に小さく塗られた単純な色分けと数字によって、届け先と受取人の識別がなされている。通常の企業のような幾重にも階層化された経営体制もとっておらず、仕事はわずか3つの階層に分別される。
かつては自宅と仕事場の間での連絡を取るため、弁当箱にメッセージを書いたメモを入れることもあったが、現在では通信手段の普及にともない廃れている。

## ダッバーワーラー

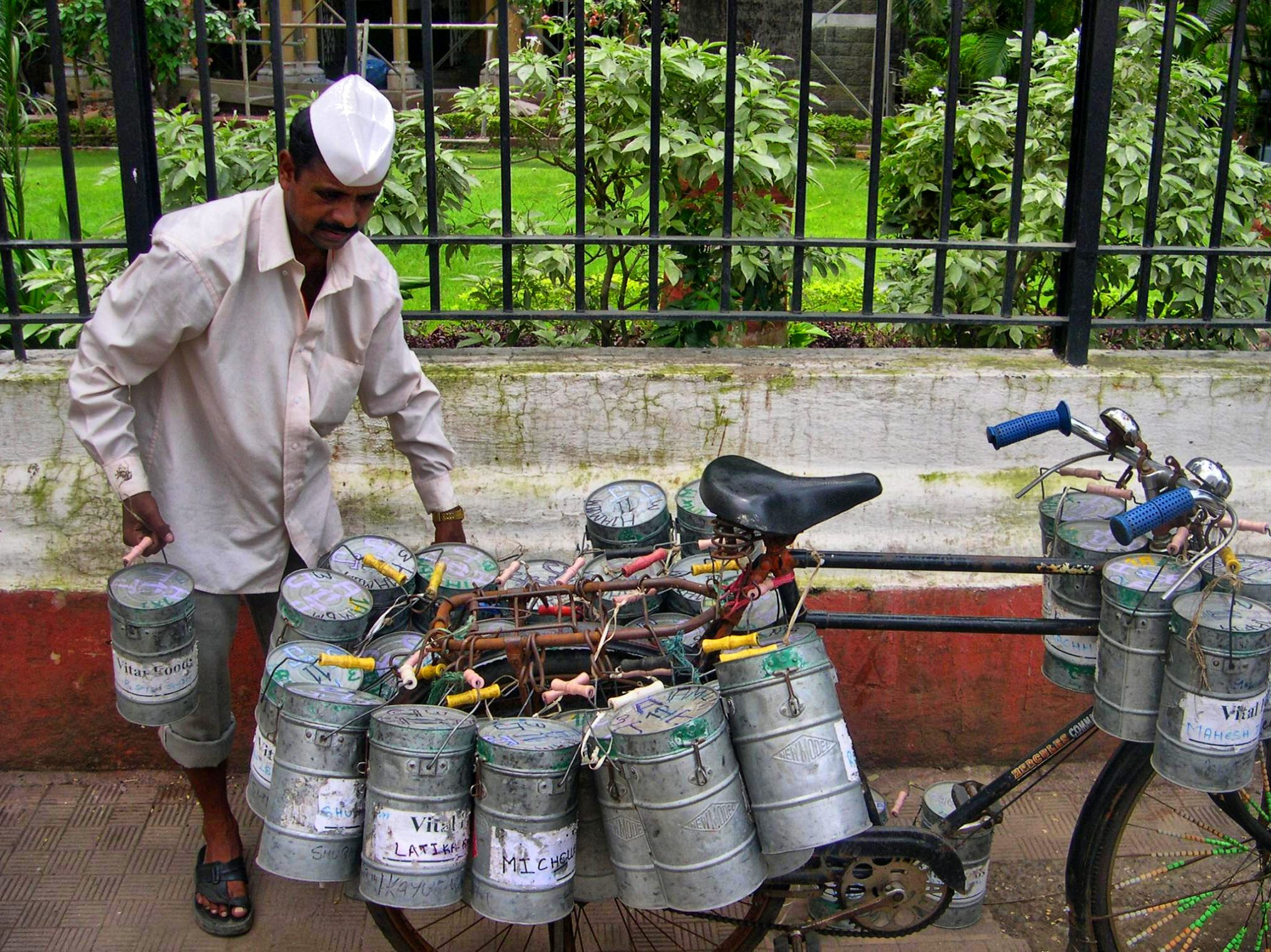
大量の弁当箱を自転車に乗せるダッバーワーラー

この配達システムの中で働く全ての人は平等に扱われている。分業された各配達過程のうち何の作業を担当するにせよ、一ヶ月の賃金は約2000～4000ルピーとなっている。
ダッバーワーラーは仕事を行うにあたり自転車2台と大き目の木箱（弁当箱を運ぶ台車になる）、白いクルター・パジャーマー（木綿や麻のゆったりした上下）、同じく白でトレードマークのガンディー・トーピー（小さめの鍔無し帽子）といったある種最低限の投資をそれぞれが行わなければならない。この投資に対する利益還元は、それぞれのグループの月ごとの売り上げにより決定される。
ダッバーワーラーたちは自分が担当する地域の地理にも当然詳しく、ムンバイのように複雑な地域でも目的へ容易にたどり着くことができる。また、各家庭から弁当箱を集めて回る担当者、それをオフィスへ届ける担当者はそれぞれの利用客と顔見知りとなっており信用されている。
配達員の多くは男性だが、女性配達員も僅かながらいる。

## その他の地域
アメリカ・カリフォルニア州のシリコンバレーにおいても、ソフトウェアの開発に従事しているインド人エンジニアたちの間でダッバーワーラーの弁当配達サービスが人気を集めている。

## 創作において
英国のインド人小説家サルマン・ラシュディによる『悪魔の詩』（原題：The Satanic Verses）にもダッバーワーラーが登場している。主人公2名のうちの一人、ジブリール・ファリシュタ（Gibreel Farishta：天使ガブリエル）はダッバーワーラーの息子、イスマーイール・ナジムッディーン（Ismail Najmuddin）として生まれる。小説の中でファリシュタは10歳で父の仕事に加わり、映画スターとして出世するまでムンバイ（作中ではボンベイ）のあらゆる場所へ弁当配達してまわる。
リテーシュ・バトラ監督の映画『めぐり逢わせのお弁当』（原題：DABBA）はダッバーワーラーによって誤って配達された弁当をきっかけに、退職間近の孤独な初老の男（イルファーン・カーン）と、家庭を顧みない夫に不満を持つ主婦（ニムラト・カウル）が交流を深める姿を描いている。